# Кереуша
Кереуша (рум. Chereușa) — село у повіті Сату-Маре в Румунії. Входить до складу комуни Сантеу.
Село розташоване на відстані 441 км на північний захід від Бухареста, 46 км на південний захід від Сату-Маре, 117 км на північний захід від Клуж-Напоки.

## Населення
За даними перепису населення 2002 року у селі проживали 614 осіб.
Національний склад населення села:
| Національність | Кількість осіб | Відсоток |
| -------------- | -------------- | -------- |
| румуни         | 330            | 53,7%    |
| угорці         | 275            | 44,8%    |
| цигани         | 5              | 0,8%     |

Рідною мовою назвали:
| Мова      | Кількість осіб | Відсоток |
| --------- | -------------- | -------- |
| румунська | 336            | 54,7%    |
| угорська  | 278            | 45,3%    |